# George Allison Wilson
George Allison Wilson (ur. 1 kwietnia 1884 na farmie koło miasta Menlo, zm. 8 września 1953 w Des Moines) – amerykański polityk, działacz Partii Republikańskiej, prawnik.

## Życiorys
W latach 1925–1935 zasiadał w Senacie stanu Iowa. Od 1939 do 1943 pełnił funkcję gubernatora tego stanu.
W latach 1943-1949 był senatorem 2. klasy z Iowa.